# 兔年 (小说)
《兔年》（芬蘭語：Jäniksen vuosi），或譯《遇見野兔的那一年》，是芬蘭當代小說家阿托·帕西林纳1975年所著的小说。描寫一位生活遇到瓶頸的中年記者，因為旅行途中撞傷一隻野兔，從照顧、撫養到一起旅行、冒險的成長小說，內容輕鬆易讀，為帕西林纳最廣為人知的作品。

## 译本
英文版《The Year of the Hare》由Herbert Lomas译，1995年3月出版。
简体中文版《兔年》由余志远译，2009年昆仑出版社出版。
繁体中文版《遇見野兔的那一年》由武忠森譯，廖偉棠推薦，2005年寶瓶文化出版社出版。